# Phoradendron reichenbachianum
Phoradendron reichenbachianum là một loài thực vật có hoa trong họ Santalaceae. Loài này được (Seem.) Oliv. miêu tả khoa học đầu tiên năm 1865.